# دختر شایسته ارمنستان
دختر شایسته ارمنستان (ارمنی: Միսս Հայաստան)(Miss Hayastan) مسابقه ملی زیبایی در ارمنستان است. برندگان این مسابقه ارمنستان را در دوشیزه جهان نمایندگی می‌کنند.

## تاریخچه
ارمنستان در سال ۲۰۱۷ در دختر شایسته دنیا و در سال ۲۰۱۸ در دوشیزه جهان برای اولین بار شرکت کرد. ارمنستان از طریق مسابقه دختر شایسته ارمنستان، نماینده کشور خود را در این رقابت‌ها انتخاب می‌کند.
در ابتدا، این مسابقه در داخل ارمنستان برگزار نمی‌شد. اولین بار در سال ۱۹۹۶ برگزار شد و تا سال ۲۰۱۲ با وقفه‌هایی همراه بود.
پس از وقفه‌ای ۶ ساله، مسابقه دختر شایسته ارمنستان در سال ۲۰۱۷ با حمایت وزارت فرهنگ ارمنستان از سر گرفته شد. این مسابقه در تئاتر ملی آکادمیک اپرا و باله ارمنستان در ایروان برگزار شد.
دو مسابقه دختر شایسته ارمنستان وجود دارد: دختر شایسته هایاسان (دختر شایسته ارمنستان) و دختر شایسته ارمنستان (برای دوشیزه جهان ارمنستان و دختر شایسته دنیا ارمنستان).
در سال ۲۰۲۱، سازمان دختر شایسته ارمنستان مجوز دختر شایسته بین‌الملل را خریداری کرد. اگرچه مسابقه‌ای برگزار نشد، کریستینا آیانیان برای نمایندگی کشور در این رقابت منصوب شد. آیانیان دومین نماینده ارمنستان در این رقابت‌ها بود که پس از لیلی سارگسیان (دختر شایسته ارمنستان ۲۰۱۷) که پیش‌تر در فصل ۲۰۱۹ شرکت کرده بود، انتخاب شد.

## دارندگان عنوان
کلید رنگ‌ها
- برنده اعلام شده
- به عنوان نفر دوم انتخاب شده
- به عنوان یکی از فینالیست‌ها یا نیمه‌نهایی‌ها انتخاب شده

### ۱۹۹۶–۲۰۱۷
| سال  | دختر شایسته ارمنستان | نام ارمنی             | منطقه  | توضیحات                                                                                              | بین‌المللی                                                      |
| ---- | -------------------- | --------------------- | ------ | --- | -------------------------------------------------------------- |
| ۱۹۹۶ | کارینه خاچاتریان     | Կարինե Խաչատրյան      | ایروان | استاد ورزش ارمنستان در ژیمناستیک هنری                                                                | - دختر شایسته اروپا ۱۹۹۶ (رتبه ۱۳)                             |
| ۱۹۹۷ | آنجلینا باباجانیان   | Անգելինա Բաբաջանյան   | ایروان | دختر شایسته قفقاز                                                                                    | —                                                              |
| ۱۹۹۸ | گوهار هاروتیونیان    | Գոհար Հարությունյան   | ایروان | مدیرعامل سازمان دختر شایسته ارمنستان — دارنده مجوز دختر شایسته دنیا و دختر شایسته کهکشان در ارمنستان | - خانم جهان ۲۰۰۹ - دختر شایسته مشترک‌المنافع کشورهای مستقل ۱۹۹۸ |
| ۲۰۰۰ | کریستینا بابایان     | Քրիստինա Բաբայան      | ایروان | پزشک-متخصص زیبایی                                                                                    | —                                                              |
| ۲۰۰۱ | ایرینا توماس‌یان      | Իրինա Թովմասյան       | ایروان | — | —                                                              |
| ۲۰۰۳ | لوسینه توماس‌یان      | Լուսինե Թովմասյան     | ایروان | نایب‌قهرمان دختر شایسته اروپا ۲۰۰۵                                                                    | - دختر شایسته اروپا ۲۰۰۵ (نفر دوم)                             |
| ۲۰۰۶ | مارینا واردانیان     | Մարինա Վարդանյան      | ایروان | — | - دختر شایسته اروپا ۲۰۰۶ (۱۲ نفر برتر)                         |
| ۲۰۰۷ | مارگاریتا ساروخانیان | Մարգարիտա Սարուխանյան | ایروان | — | —                                                              |
| ۲۰۰۸ | آنا گالستیان         | Աննա Գալստյան         | ایروان | — | —                                                              |
| ۲۰۱۰ | لیلیت کاراپتیان      | Լիլիթ Կարապետյան      | ایروان | دختر شایسته سوپرانشنال ارمنستان ۲۰۱۰                                                                 | —                                                              |
| ۲۰۱۲ | آنا آراکلیان         | Աննա Առաքելյան        | ایروان | اقتصاددان                                                                                            | —                                                              |
| ۲۰۱۷ | لیلی سارگسیان        | Լիլի Սարգսյան         | ایروان | دختر شایسته دنیا ارمنستان ۲۰۱۷ دختر شایسته بین‌الملل ارمنستان ۲۰۱۹                                    | —                                                              |

### ۲۰۱۸–اکنون
از سال ۲۰۱۸، مسابقه دختر شایسته ارمنستان بخش‌های جداگانه‌ای برای انتخاب نمایندگان مسابقات دختر شایسته جهان و دختر شایسته دنیا برگزار می‌کند. در ابتدا، نماینده دختر شایسته جهان ارمنستان زودتر از نماینده دختر شایسته دنیا ارمنستان انتخاب می‌شود. هر کدام از این مسابقات در تاریخ‌های متفاوتی قبل از شرکت نمایندگان در مسابقات بین‌المللی، برگزار می‌شوند. ارمنستان در سال ۲۰۱۸ اولین حضور خود در دختر شایسته جهان را تجربه کرد، در حالی که در سال ۲۰۱۷ برای اولین بار در دختر شایسته دنیا که در چین برگزار شد، شرکت کرد. بعدها در سال ۲۰۲۱، این سازمان مجوز شرکت در مسابقه دختر شایسته بین‌الملل را نیز برای ارمنستان دریافت کرد.
| سال  | دختر شایسته کهکشان ارمنستان | دختر شایسته کهکشان ارمنستان | توضیحات                                      | دختر شایسته دنیا ارمنستان                                                | دختر شایسته دنیا ارمنستان                                                | توضیحات                                                                  | دختر شایسته بین‌الملل ارمنستان      | دختر شایسته بین‌الملل ارمنستان      | توضیحات                                  |                                    |
| سال  | نام لاتین                   | نام ارمنی                   | توضیحات                                      | نام لاتین                                                                | نام ارمنی                                                                | توضیحات                                                                  | نام لاتین                          | نام ارمنی                          | توضیحات                                  |                                    |
| ---- | --------------------------- | --------------------------- | -------------------------------------------- | ------------------------------------------------------------------------ | ------------------------------------------------------------------------ | ------------------------------------------------------------------------ | ---------------------------------- | ---------------------------------- | ---------------------------------------- | ---------------------------------- |
| ۲۰۱۸ | الیزا مورادیان              | Էլիզա Մուրադյան             | زن تاجر، مالک و مدیرعامل Elysee™             | آرنا زینالیان                                                            | Արենա Զեյնալյան                                                          |                                                                          | مجوز این بخش در سال ۲۰۲۱ دریافت شد | مجوز این بخش در سال ۲۰۲۱ دریافت شد | مجوز این بخش در سال ۲۰۲۱ دریافت شد       | مجوز این بخش در سال ۲۰۲۱ دریافت شد |
| ۲۰۱۹ | دیانا داوتیان               | Դայանա Դավթյան              | معمار — دختر شایسته سیاره ۲۰۱۵ (جایزه ظرافت) | لیانا وسکرچیان                                                           | Լիանա Ոսկերչյան                                                          |                                                                          | مجوز این بخش در سال ۲۰۲۱ دریافت شد | مجوز این بخش در سال ۲۰۲۱ دریافت شد | مجوز این بخش در سال ۲۰۲۱ دریافت شد       | مجوز این بخش در سال ۲۰۲۱ دریافت شد |
| ۲۰۲۰ | مونیکا گریگوریان            | Մոնիկա Գրիգորյան            | دختر شایسته گردشگری جهان ارمنستان ۲۰۱۹       | هیچ برنده‌ای اعلام نشد؛ مسابقه بین‌المللی به دلیل همه‌گیری کووید-۱۹ لغو شد. | هیچ برنده‌ای اعلام نشد؛ مسابقه بین‌المللی به دلیل همه‌گیری کووید-۱۹ لغو شد. | هیچ برنده‌ای اعلام نشد؛ مسابقه بین‌المللی به دلیل همه‌گیری کووید-۱۹ لغو شد. | مجوز این بخش در سال ۲۰۲۱ دریافت شد | مجوز این بخش در سال ۲۰۲۱ دریافت شد | مجوز این بخش در سال ۲۰۲۱ دریافت شد       | مجوز این بخش در سال ۲۰۲۱ دریافت شد |
| ۲۰۲۱ | نانه آوتیسیان               | Նանե Ավետիսյան              |                                              | میرنا بزدیگیان                                                           | Միրնա Պզտիկեան                                                           | ارمنی-سوری                                                               | کریستینا آیانیان                   | Քրիստինա Այանյան                   | دختر شایسته بوستون ۲۰۲۰ (ارمنی-آمریکایی) |                                    |
| ۲۰۲۲ | کریستینا آیانیان            | Քրիստինա Այանյան            | دختر شایسته بوستون ۲۰۲۰ (ارمنی-آمریکایی)     | هیچ برنده‌ای اعلام نشد                                                    | هیچ برنده‌ای اعلام نشد                                                    | هیچ برنده‌ای اعلام نشد                                                    | هیچ برنده‌ای اعلام نشد              | هیچ برنده‌ای اعلام نشد              | هیچ برنده‌ای اعلام نشد                    |                                    |

### ۲۰۲۴–اکنون
از سال ۲۰۲۴، یولیا پاولیکووا که یک زن تاجر بلغاری و دختر شایسته بلغارستان در سال ۲۰۲۳ بود، مجوز شرکت در مسابقه دختر شایسته جهان برای ارمنستان را به دست گرفت. این تغییر به دلیل ناتوانی سازمان دختر شایسته ارمنستان در حفظ مجوزهای دختر شایسته جهان و دنیا رخ داد. این مسابقات از سال ۲۰۲۲ به دلیل نبود حامی مالی متوقف شده بود. برای اولین بار، رقابت‌های جداگانه در مسکو تحت نظارت پاولیکووا برگزار شد.
| سال  | دختر شایسته ارمنستان | نام ارمنی      | منطقه  | یادداشت‌ها |
| ---- | -------------------- | -------------- | ------ | --- |
| ۲۰۲۴ | ایرینا زاخارووا      | Իրինա Զախարովա | ایروان | بنیان‌گذار Brilliant Partner (شرکت حقوقی) ― ایرینا به دلیل تأیید نشدن شهروندی توسط سازمان دختر شایسته کهکشان در این رقابت شرکت نکرد. نفر چهارم، اما آوانسیان، جایگزین او شد و ارمنستان را در رقابت دختر شایسته کهکشان ۲۰۲۴ نمایندگی کرد. |

## برگزیدگان زیر نظر سازمان دختر شایسته ارمنستان
- : برنده اعلام‌شده
- : به‌عنوان نفرات برتر یا پنج/شش نفر نهایی انتخاب‌شده
- : به‌عنوان یکی از فینالیست‌ها یا نیمه‌نهایی‌ها انتخاب‌شده
- : برنده جوایز ویژه

زنان زیر نماینده ارمنستان در رقابت‌های زیبایی بین‌المللی بوده‌اند. بهترین جایگاه، برنده رقابت دختر شایسته کشورهای مشترک‌المنافع در سال ۱۹۹۸ بود که توسط گوهار هاروتیونیان، مدیرعامل کنونی سازمان دختر شایسته ارمنستان به دست آمد.

### دختر شایسته کهکشان ارمنستان
| سال                                                                                | منطقه                                                                | دختر شایسته ارمنستان                                                 | نام ارمنی                                                            | رتبه در دختر شایسته کهکشان                                           | جوایز ویژه                                                           |
| یولیا پاولیکووا — دارنده امتیاز رقابت دختر شایسته کهکشان از سال ۲۰۲۴               | یولیا پاولیکووا — دارنده امتیاز رقابت دختر شایسته کهکشان از سال ۲۰۲۴ | یولیا پاولیکووا — دارنده امتیاز رقابت دختر شایسته کهکشان از سال ۲۰۲۴ | یولیا پاولیکووا — دارنده امتیاز رقابت دختر شایسته کهکشان از سال ۲۰۲۴ | یولیا پاولیکووا — دارنده امتیاز رقابت دختر شایسته کهکشان از سال ۲۰۲۴ | یولیا پاولیکووا — دارنده امتیاز رقابت دختر شایسته کهکشان از سال ۲۰۲۴ |
| ---------------------------------------------------------------------------------- | -------------------------------------------------------------------- | -------------------------------------------------------------------- | -------------------------------------------------------------------- | -------------------------------------------------------------------- | -------------------------------------------------------------------- |
| ۲۰۲۴                                                                               | ایروان                                                               | اما آوانسیان                                                         | Էմմա Ավանեսյան                                                       | بدون جایگاه                                                          |                                                                      |
| ۲۰۲۴                                                                               | ایروان                                                               | ایرینا زاخارووا                                                      | Իրինա Զախարովա                                                       | شرکت نکرد                                                            | شرکت نکرد                                                            |
| گوهار هاروتیونیان — دارنده امتیاز رقابت دختر شایسته کهکشان بین سال‌های ۲۰۱۸ تا ۲۰۲۲ |                                                                      |                                                                      |                                                                      |                                                                      |                                                                      |
| در سال ۲۰۲۳ شرکت نکرد                                                              |                                                                      |                                                                      |                                                                      |                                                                      |                                                                      |
| ۲۰۲۲                                                                               | ایروان                                                               | کریستینا آیانیان                                                     | Քրիստինա Այանյան                                                     | بدون جایگاه                                                          |                                                                      |
| ۲۰۲۱                                                                               | ایروان                                                               | نانه آوتیسیان                                                        | Նանե Ավետիսյան                                                       | بدون جایگاه                                                          |                                                                      |
| ۲۰۲۰                                                                               | ایروان                                                               | مونیکا گریگوریان                                                     | Մոնիկա Գրիգորյան                                                     | بدون جایگاه                                                          |                                                                      |
| ۲۰۱۹                                                                               | ایروان                                                               | دیانا داوتیان                                                        | Դայանա Դավթյան                                                       | بدون جایگاه                                                          |                                                                      |
| ۲۰۱۸                                                                               | اچمیادزین                                                            | الیزا مورادیان                                                       | Էլիզա Մուրադյան                                                      | بدون جایگاه                                                          |                                                                      |

### دختر شایسته جهان ارمنستان
| سال | منطقه                                                                            | دختر شایسته جهان ارمنستان                                                        | نام ارمنی                                                                        | رتبه در دختر شایسته جهان                                                         | جوایز ویژه                                                                       |
| گوهار هاروتیونیان — دارنده امتیاز رقابت دختر شایسته جهان بین سال‌های ۲۰۱۷ تا ۲۰۲۱                                             | گوهار هاروتیونیان — دارنده امتیاز رقابت دختر شایسته جهان بین سال‌های ۲۰۱۷ تا ۲۰۲۱ | گوهار هاروتیونیان — دارنده امتیاز رقابت دختر شایسته جهان بین سال‌های ۲۰۱۷ تا ۲۰۲۱ | گوهار هاروتیونیان — دارنده امتیاز رقابت دختر شایسته جهان بین سال‌های ۲۰۱۷ تا ۲۰۲۱ | گوهار هاروتیونیان — دارنده امتیاز رقابت دختر شایسته جهان بین سال‌های ۲۰۱۷ تا ۲۰۲۱ | گوهار هاروتیونیان — دارنده امتیاز رقابت دختر شایسته جهان بین سال‌های ۲۰۱۷ تا ۲۰۲۱ |
| --- | -------------------------------------------------------------------------------- | -------------------------------------------------------------------------------- | -------------------------------------------------------------------------------- | -------------------------------------------------------------------------------- | -------------------------------------------------------------------------------- |
| از سال ۲۰۲۳ تاکنون شرکت نکرده است                                                                                            |                                                                                  |                                                                                  |                                                                                  |                                                                                  |                                                                                  |
| دختر شایسته جهان ۲۰۲۱ به دلیل شیوع همه‌گیری کووید-۱۹ در پورتوریکو به ۱۶ مارس ۲۰۲۲ موکول شد؛ در سال ۲۰۲۲ هیچ دوره‌ای برگزار نشد |                                                                                  |                                                                                  |                                                                                  |                                                                                  |                                                                                  |
| ۲۰۲۱ | ایروان                                                                           | میرنا بزدیگیان                                                                   | Միրնա Պզտիկեան                                                                   | بدون جایگاه                                                                      | - ورزش دختر شایسته جهان (۳۲ نفر برتر)                                            |
| به دلیل تأثیر همه‌گیری کووید-۱۹، رقابتی در سال ۲۰۲۰ برگزار نشد                                                                |                                                                                  |                                                                                  |                                                                                  |                                                                                  |                                                                                  |
| ۲۰۱۹ | ایروان                                                                           | لیانا وسکرچیان                                                                   | Լիանա Ոսկերչյան                                                                  | بدون جایگاه                                                                      | - استعداد دختر شایسته جهان (۵ نفر برتر)                                          |
| ۲۰۱۸ | ایروان                                                                           | آرنا زینالیان                                                                    | Արենա Զեյնալյան                                                                  | بدون جایگاه                                                                      |                                                                                  |
| ۲۰۱۷ | ایروان                                                                           | لیلی سارگسیان                                                                    | Լիլի Սարգսյան                                                                    | بدون جایگاه                                                                      |                                                                                  |

### دختر شایسته بزرگ ارمنستان
ارمنستان نخستین بار در رقابت دختر شایسته بزرگ بین‌الملل در سال ۲۰۱۹ شرکت کرد. این نمایندگی توسط لیلی سارگسیان، برنده دختر شایسته ارمنستان ۲۰۱۷ و تحت مدیریت جانا گریگوری انجام شد. سازمان دختر شایسته ارمنستان در سال ۲۰۲۱ امتیاز این رقابت را خریداری کرد.
| سال | منطقه                                                                                     | دختر شایسته بزرگ ارمنستان                                                                 | نام ارمنی                                                                                 | رتبه در دختر شایسته کهکشان                                                                | جوایز ویژه                                                                                |
| گوهار هاروتیونیان — دارنده امتیاز رقابت دختر شایسته بزرگ بین‌الملل بین سال‌های ۲۰۱۹ تا ۲۰۲۱                                       | گوهار هاروتیونیان — دارنده امتیاز رقابت دختر شایسته بزرگ بین‌الملل بین سال‌های ۲۰۱۹ تا ۲۰۲۱ | گوهار هاروتیونیان — دارنده امتیاز رقابت دختر شایسته بزرگ بین‌الملل بین سال‌های ۲۰۱۹ تا ۲۰۲۱ | گوهار هاروتیونیان — دارنده امتیاز رقابت دختر شایسته بزرگ بین‌الملل بین سال‌های ۲۰۱۹ تا ۲۰۲۱ | گوهار هاروتیونیان — دارنده امتیاز رقابت دختر شایسته بزرگ بین‌الملل بین سال‌های ۲۰۱۹ تا ۲۰۲۱ | گوهار هاروتیونیان — دارنده امتیاز رقابت دختر شایسته بزرگ بین‌الملل بین سال‌های ۲۰۱۹ تا ۲۰۲۱ |
| --- | ----------------------------------------------------------------------------------------- | ----------------------------------------------------------------------------------------- | ----------------------------------------------------------------------------------------- | ----------------------------------------------------------------------------------------- | ----------------------------------------------------------------------------------------- |
| از سال ۲۰۲۲ تا ۲۰۲۳ شرکت نکرده است؛ در سال ۲۰۲۴ نماینده ارمنستان توسط سازمان دیگری معرفی شد. خانم گوهار این مجوز را تمدید نکرد. |                                                                                           |                                                                                           |                                                                                           |                                                                                           |                                                                                           |
| ۲۰۲۱ | ایروان                                                                                    | کریستینا آیانیان                                                                          | Քրիստինա Այանյան                                                                          | بدون جایگاه                                                                               | - جایزه روح دختر شایسته بزرگ                                                              |
| ۲۰۲۰ | ایروان                                                                                    | ناره زاکاریان                                                                             | Նարե Զաքարյան                                                                             | شرکت نکرد                                                                                 | شرکت نکرد                                                                                 |
| ۲۰۱۹ | ایروان                                                                                    | لیلی سارگسیان                                                                             | Լիլի Սարգսյան                                                                             | بدون جایگاه                                                                               |                                                                                           |